# Rick Vito

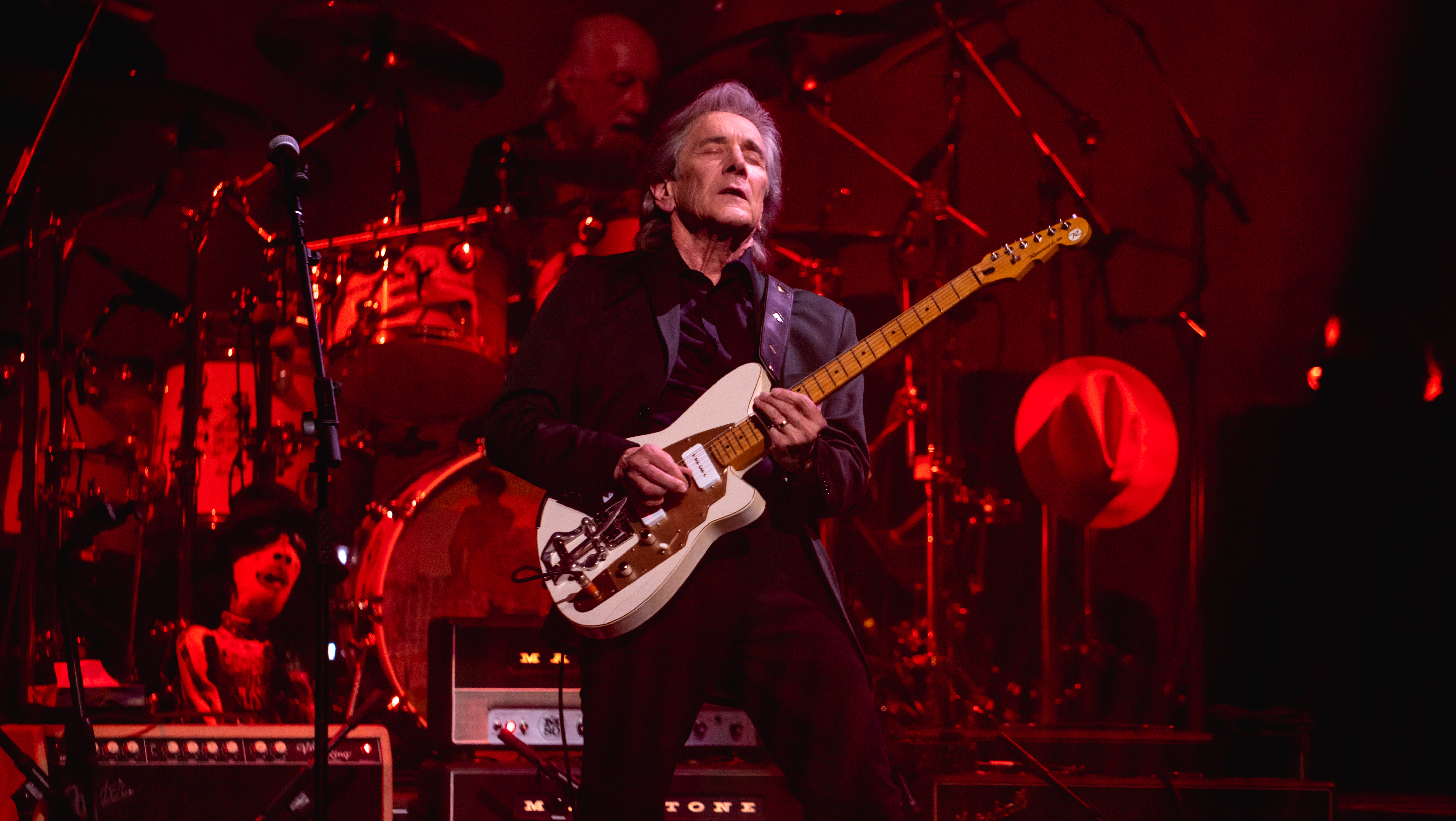
Rick Vito, 2020

Rick Vito (* 13. Oktober 1949 in Darby, Pennsylvania) ist ein US-amerikanischer Gitarrist.

## Leben
Einen Namen machte er sich vorrangig im Bereich des Blues, er arbeitet aber auch in anderen Bereichen und mit anderen Künstlern zusammen. In den 1970er Jahren spielte er mit John Mayall vier Alben ein. Von 1987 bis 1992 war er zeitweilig Gitarrist der Band Fleetwood Mac, wo er zusammen mit Billy Burnette den zeitweise nicht in der Band aktiven Lindsey Buckingham ersetzte.
Außerdem hört man Rick Vito auf mehreren Alben von Sängern, darunter Bob Seger, Todd Rundgren, John Prine, Jackson Browne, Bonnie Raitt, oder Roger McGuinn.
2008 kam es zu einer erneuten Zusammenarbeit mit Mick Fleetwood, den Vito in dessen neu gegründeter Mick Fleetwood Blues Band begleitet. Es wurden hauptsächlich Songs der frühen (Blues-)Jahre von Fleetwood Mac, aber auch einige Neukompositionen Vitos gespielt.

## Ehrungen und Auszeichnungen
- 2002 Ravensburger Kupferle

## Diskografie
- 1992: King of Hearts
- 1998: Pink & Black
- 2001: Lucky Devils
- 2001: Crazy Cool
- 2003: Band Box Boogie
- 2004: Rattlesnake Shake (D; 12 Tracks)
- 2005: Rattlesnake Shake (USA; 11 Tracks)
- 2006: Talk That Talk
- 2008: Blue Again! Mick Fleetwood Blues Band feat. Rick Vito (2 CD)
- 2009: Lucky in Love – Best of
- 2014: Mojo on My Side
- 2019: Soulshaker
- 2024: Cadillac Man

## DVDs
- 2003: In Concert (Reihe Ohne Filter)
- 2010: Blue Again! Mick Fleetwood Blues Band feat. Rick Vito (Live-DVD)